# جنبش ماهی

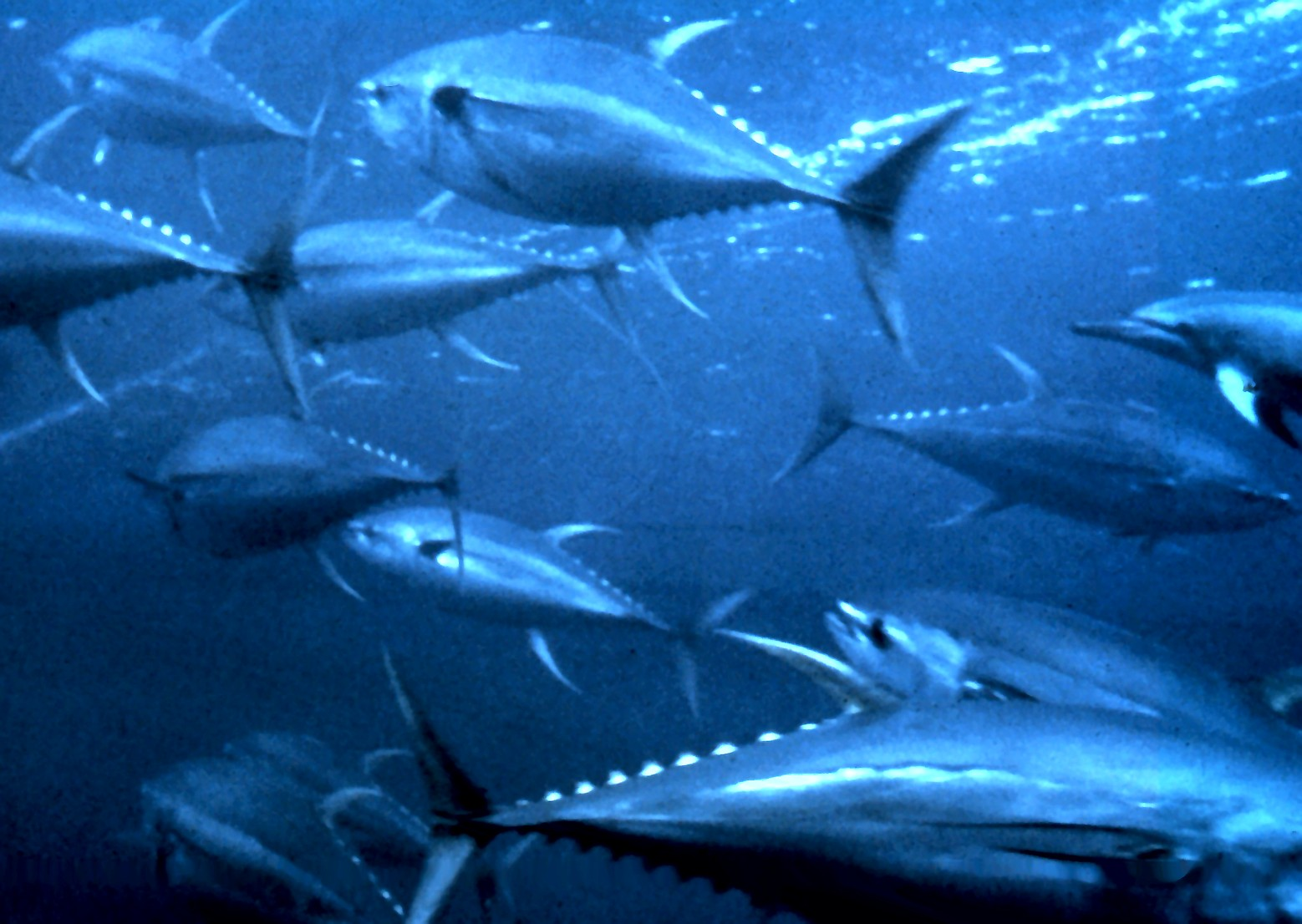
ماهی‌ها مانند ماهی تن زردباله از سازوکارهای مختلفی برای حرکت خود در آب استفاده می‌کنند

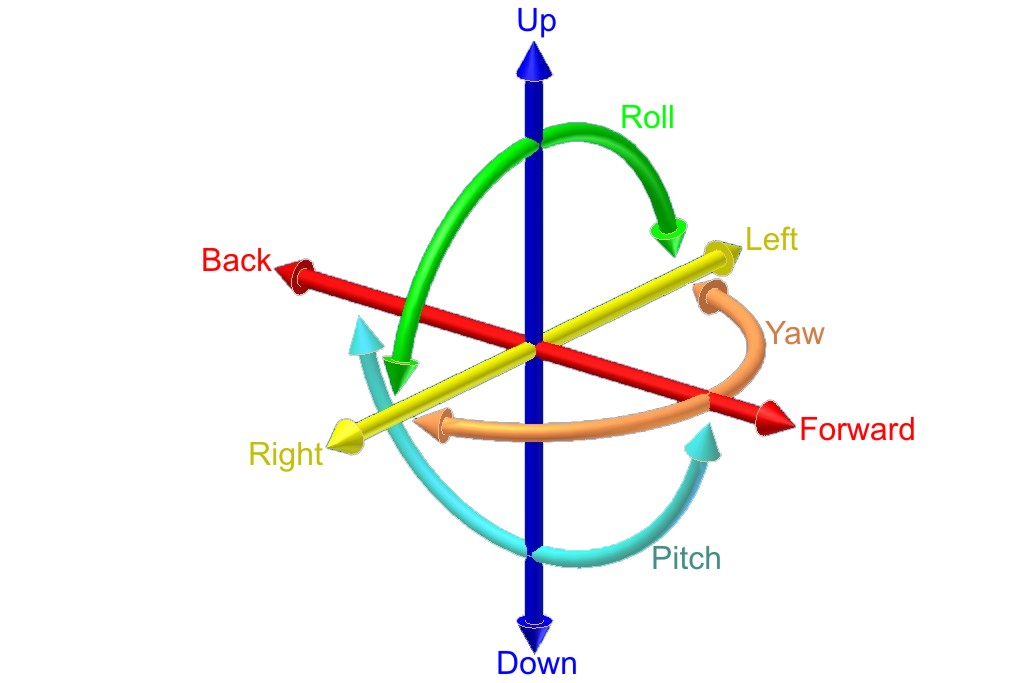
مانند یک هواپیما یا زیردریایی، یک ماهی شش درجه آزادی دارد

جنبش ماهی (به انگلیسی: Fish locomotion) انواع مختلفی از جنبش جانوری است که توسط ماهیان استفاده می‌شود، عمدتاً توسط آب‌پیمایی. این امر در گروه‌های مختلف ماهی با سازوکارهای مختلف رانش، اغلب با خمش‌های جانبی موجی مانند بدن و دم ماهی در آب، و در ماهی‌های تخصصی مختلف با حرکات باله‌ها به دست می‌آید. شکل‌های عمده حرکت در ماهی عبارتند از:
- مارماهی‌سانان، که در آن یک موج به‌طور مساوی از امتداد بدنی بلند و باریک عبور می‌کند.
- زیرگیش‌ماهیان، که در آن موج به سرعت به سوی دم افزایش می‌یابد.
- گیش‌ماهیان، که در آن موج در نزدیکی دم متمرکز شده‌است که به سرعت در حال نوسان است.
- تن‌ماهی‌سانان، شنای سریع با دم هلالی‌شکل نیرومند. و
- صندوق‌ماهیان، تقریباً بدون هیچ نوسانی به جز باله دم.

ماهی‌های تخصصی‌تر شامل حرکت با باله‌های سینه‌ای با بدنی عمدتاً سفت، جمجمه‌کردن مخالف با باله‌های پشتی و مقعدی، مانند ماهی خورشیدی است. و با انتشار موجی در امتداد باله‌های بلند با بدنی بی‌حرکت جابجا شوند، مانند کاردماهی یا پشت پرک‌دار.
علاوه بر این، برخی از ماهی‌ها می‌توانند به روش‌های مختلف «راه بروند» (یعنی با استفاده از باله‌های سینه‌ای و لگنی روی زمین بخزند)، در گل فرو بروند، از آب بپرند و حتی به‌طور موقت در هوا سر بخورند.

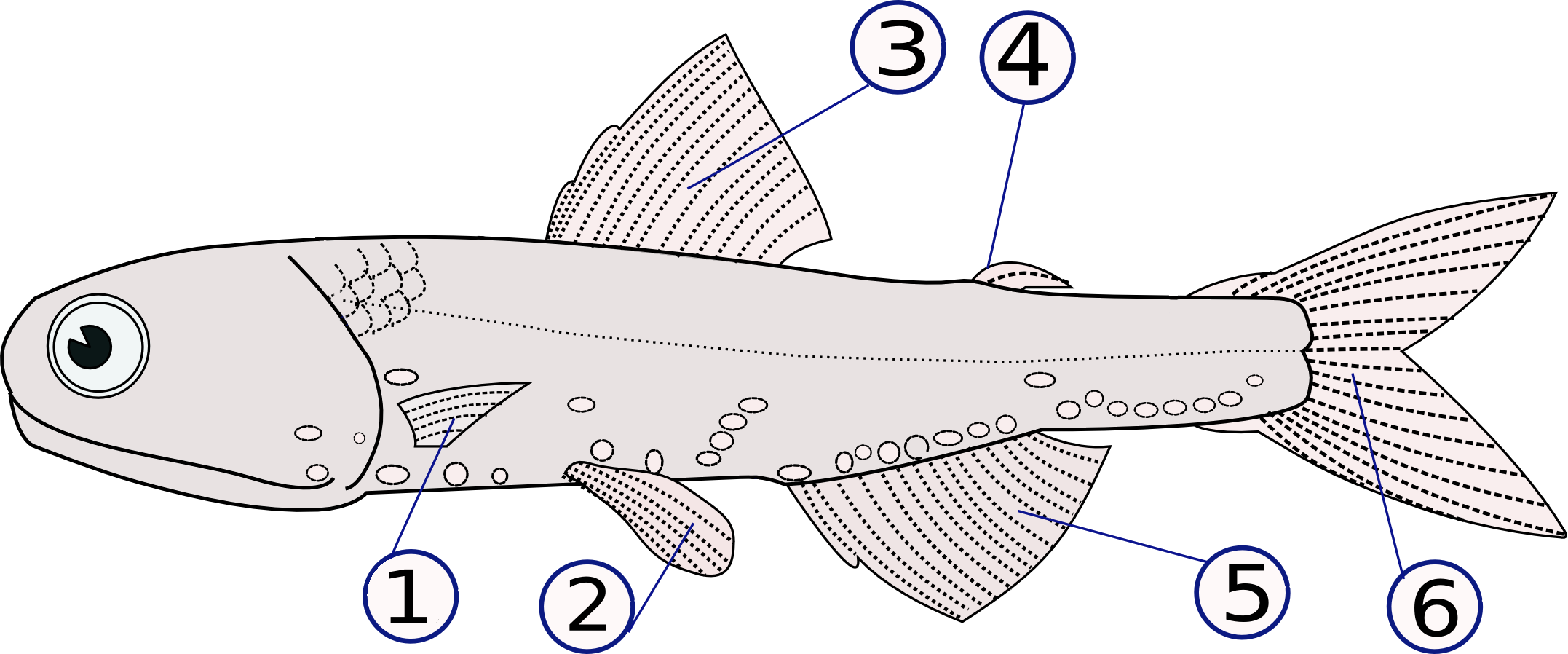
(1) باله‌های سینه‌ای (جفتی)، (2) باله‌های لگنی (جفتی)، (3) باله پشتی ،  (۴) باله چربی، (۵) باله مقعدی، (6) باله دمی (دم)